# Anastasija Stotskaja

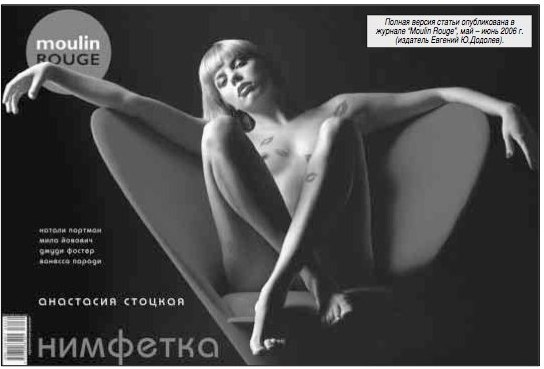

Anastasija Stotskaja, född 7 oktober 1982 i Kiev i Ukrainska SSR, Sovjetunionen, är en rysk sångerska, skådespelare och musikalartist.
Stotskaja var med som barn i ensemblen Kijanotjka. Efter familjen flyttat till Moskva följde studier vid bland annat Ryska akademin för teaterkonst (GITIS) därefter har hon varit med som huvudrollsinnehavare i bland annat de ryska uppsättningarna av musikalerna "Chicago" och "Notre Dame de Paris".
Hon har spelat i ett antal filmer, bland annat musikaldramat "The Marriage of Figaro" och "The Days of Angel". År 2003 vann Anastasija tillsammans med den ryska musikern Filipp Kirkorov (Alla Pugatjovas make) New Wave i Jūrmala, Lettland. 
År 2005 medverkade Anastasija Stotskaja i den ryska uttagningen till Eurovision Song Contest med bidraget "Shadows Dance All Around Me", skrivet av de grekiska musikerna Dimitris Contopoulos och Dimitris S, vilket slutade på tredje plats.